# Gabriella Pession
Gabriella Pession (Daytona, Florida, 2 de noviembre de 1977) es una actriz italiana nacida en Estados Unidos, conocida por haber interpretado a Elisa Deodato en la serie Orgoglio, a Vittoria Mari en la serie Capri y a Eva Vittoria en la serie Crossing Lines.

## Biografía
Nació en Daytona Beach, Florida, donde vivió hasta la edad de 7 años, más tarde se mudó a Milán, dónde creció. Es hija de padres italianos, y tiene un hermano mayor, Alessandro Pession. Practicó patinaje artístico durante muchos años en Italia a nivel competitivo, viajando por todo el mundo en el proceso. A los 14 años llegó a San Petersburgo, dónde fue entrenada por el entrenador olímpico Alekséi Míshin, sin embargo, una fractura en su pie izquierdo marcó el fin de su carrera.
Habla cuatro idiomas con fluidez: italiano, inglés, español y alemán. Es buena amiga del actor italiano Daniele Pecci y del actor Tom Wlaschiha.
En 2006 comenzó a salir con el actor italiano Sergio Assisi; sin embargo, la relación terminó en 2011. Desde abril de 2012, sale con el actor irlandés Richard Flood, con quien se comprometió. En julio de 2014, la pareja tuvo un hijo, Julio Flood. El 3 de septiembre de 2016, la pareja se casó en Portofino (Italia).

## Carrera
En 1999 apareció en la película Ferdinando e Carolina, donde interpretó a la princesa María Carolina de Austria.
En 2001 apareció en el video musical "Il cammino dell'età" del artista Gigi D'Alessio. En 2004 se unió al elenco de la serie italiana Orgoglio, donde interpretó a Elisa Deodato hasta el final de la serie en 2006. En 2006 se unió al elenco de la serie Capri, donde interpretó a la psicóloga Vittoria Mari durante las dos primeras temporadas hasta 2008.
En 2011 apareció como invitada en un episodio de la serie norteamericana Wilfred, donde dio vida a Cinzia Pecerra. En 2013 se unió al elenco principal de la nueva serie Crossing Lines, donde interpreta a la sargento italiana Eva Vittoria hasta ahora.

## Apoyo
Apoya la defensa de los derechos de los animales y trabaja con varios grupos de bienestar animal sin fines de lucro. En mayo de 2012, participó junto con Giorgio Panariello y otras personalidades del espectáculo en una protesta contra la matanza de perros en Ucrania.

## Filmografía

### Series de televisión
| Año         | Título                    | Personaje             | Notas                                       |
| ----------- | ------------------------- | --------------------- | ------------------------------------------- |
| 2024        | The Count of Monte Cristo | Hermine               | Serie; 8 episodios                          |
| 2021        | Station 19                | Dra. Gabriella Aurora | 2 episodios                                 |
| 2019        | Oltre la soglia           | Tosca Navarro         | 4 episodios                                 |
| 2017 - 2019 | La Porta Rossa            | Anna Mayer            | 24 episodios                                |
| 2016        | Il Sistema                | Daria Fabbri          | episodio "Sistema Turkey 2015"              |
| 2013 - 2014 | Crossing Lines            | Sgt. Eva Vittoria     | 22 episodios                                |
| 2011 - 2013 | Rossella                  | Rosella Andrei        | 12 episodios                                |
| 2011        | Wilfred                   | Cinzia Pecerra        | episodio "Sacrifice"                        |
| 2006 - 2008 | Capri                     | Vittoria Mari         | 37 episodios                                |
| 2005 - 2007 | Il capitano               | Margherita Passanti   | 9 episodios                                 |
| 2006        | Crimini                   | Elisa                 | episodio "Rápidamente"                      |
| 2004 - 2006 | Orgoglio                  | Elisa Deodato         | 39 episodios                                |
| 2002        | Don Matteo                | Barbara               | episodio "Beauty Farm"                      |
| 2000        | Giornalisti               | -                     | -                                           |
| 1999        | Fine Secolo               | Paola                 | miniserie                                   |
| 1998        | Cronaca nera              | Giorgia               | episodio "Delitti al Torraccio" - miniserie |

### Películas
| Año  | Título                             | Personaje                | Notas |
| ---- | ---------------------------------- | ------------------------ | --- |
| 2018 | Se son rose                        | Elettra                  | dirigido por Leonardo Pieraccioni                                                                             |
| 2016 | L'amore rubato                     | Anna                     | |
| 2012 | Cesare Mori - Il prefetto di ferro | Elena Chiaramonte        | junto a Vincent Perez, Adolfo Margiotta, Anna Foglietta y Paolo Ricca                                         |
| 2011 | Dove la trovi una come me?         | Sonia                    | junto a Daniele Pecci, Caterina Guzzanti, Serena Rossi, José María Blanco, Lisa Gastoni y Giorgio Lupano      |
| 2011 | Ex - Amici come prima!             | Valentina                | junto a Manfredi Aliquo, Enrico Brignano, Tosca D'Aquino, Alessandro Gassman y Paolo Ruffini                  |
| 2009 | Mannaggia alla miseria!            | Marina                   | junto a Sergio Assisi, Tommaso Ramenghi, Ennio Coltorti y Susanna Marcomeni                                   |
| 2009 | Oggi sposi                         | Sabrina Monti            | junto a Luca Argentero, Filippo Nigro, Dario Bandiera, Isabella Ragonese y Carolina Crescentini               |
| 2009 | Lo smemorato di Collegno           | Giulia Canella           | junto a Johannes Brandrup, Lucrezia Lante della Rovere, Giuseppe Battiston y Fabrizio Contri                  |
| 2008 | Mejor que nunca                    | Sybila                   | junto a Victoria Abril, Joan Carreras, Jesús Ferrer y Enrique Rocha                                           |
| 2007 | Milano Palermo - Il ritorno        | Elda Fiore               | junto a Giancarlo Giannini, Raoul Bova, Enrico Lo Verso, Romina Mondello y Libero De Rienzo                   |
| 2007 | Las 13 rosas                       | Adelina                  | junto a Nadia de Santiago, Goya Toledo, Marta Etura, Asier Etxeandía y Alberto Ferreiro                       |
| 2007 | Graffio di tigre                   | Ginevra                  | junto a Sergio Assisi, Raffaella Rea, Simone Gandolfo y Marco Bocci                                           |
| 2005 | Il grande Torino                   | Mirella                  | junto a Massimo Popolizio, Fausto Verginelli, Tosca D'Aquino y Alessandra Mastronardi                         |
| 2005 | L'uomo perfetto                    | Maria                    | junto a Riccardo Scamarcio, Francesca Inaudi y Giuseppe Battiston                                             |
| 2004 | L'amore è eterno finché dura       | Stella                   | junto a Carlo Verdone, Laura Morante, Stefania Rocca, Rodolfo Corsato y Elisabetta Rocchetti                  |
| 2003 | Ferrari                            | -                        | junto a Sergio Castellitto, Ed Stoppard, Mathew Bose, Pierfrancesco Favino, Vincent Schiavelli y Elio Germano |
| 2002 | Operazione Rosmarino               | Rossella                 | junto a Marco Della Noce, Gianni Fantoni y Giuseppe Antignati                                                 |
| 2001 | La verità vi prego sull'amore      | -                        | junto a Mauro Meconi, Giacinto Palmarini, Yari Gugliucci y Pierfrancesco Favino                               |
| 2000 | Voci                               | Angela                   | junto a Sonia Bergamasco, Valeria Bruni Tedeschi, Gabriele Lavia y Predrag Manojlovic                         |
| 1999 | Jesus                              | Salomé                   | junto a Jeremy Sisto, Jacqueline Bisset, Armin Mueller-Stahl, Debra Messing, Gary Oldman y Sean Harris        |
| 1999 | Il pesce innamorato                | -                        | junto a Leonardo Pieraccioni, Yamila Diaz, Paolo Hendel y Rodolfo Corsato                                     |
| 1999 | Ferdinando e Carolina              | Maria Carolina d'Asburgo | junto a Sergio Assisi, Matt Patresi, Yari Gugliucci y Paolo De Giorgio                                        |
| 1998 | Amiche davvero!!                   | Eva                      | junto a Stefania Rocca, Riccardo Salerno, Paolo Merloni, Enrico Silvestrin y Stefano Antonucci                |
| 1997 | Fuochi d'artificio                 | -                        | junto a Leonardo Pieraccioni, Massimo Ceccherini y Vanessa Lorenzo                                            |

### Apariciones
| Año             | Título                                             | Notas      |
| --------------- | -------------------------------------------------- | ---------- |
| 2015 - presente | Notti sul ghiaccio                                 | jurado     |
| 2010            | L'ultimo gattopardo: Ritratto di Goffredo Lombardo | documental |

### Teatro
| Año         | Obra                          | Personaje | Director (a)       | Notas |
| ----------- | ----------------------------- | --------- | ------------------ | ----- |
| 2002 - 2003 | Storia d'amore e d'anarchia   | -         | Lina Wertmüller    | -     |
| 1998        | La verità vi prego sull'amore | -         | Francesco Apolloni | -     |

## Premios y nominaciones
| Año  | Categoría        | Premio                  | Serie      | Resultado |
| ---- | ---------------- | ----------------------- | ---------- | --------- |
| 2016 | Attrice          | Giffoni Award           | Il Sistema | Ganadora  |
| 2008 | Migliore Attrice | Roma Fiction Fest Award | Capri      | Ganadora  |